# گوجت ایرلاینز
گوجت ایرلاینز (به انگلیسی: GoJet Airlines) یک شرکت هواپیمایی با کد یاتا G7 است که در تاریخ ۲۰۰۴ میلادی تأسیس شده است. دفتر مرکزی گوجت ایرلاینز در بریجتون، میزوری، ایالات متحده آمریکا واقع شده‌است و به ۵۷ مقصد، پرواز مستقیم انجام می‌دهد.